# Brandon Weeden
(en) Statistiques sur pro-football-reference
Brandon Weeden, né le 14 octobre 1983 à Oklahoma City, est un joueur américain de football américain qui évoluait au poste de quarterback dans la National Football League (NFL). 
Il a d'abord été joueur de baseball à partir de 2002, notamment pour les équipes mineures des Yankees de New York, avant de se reconvertir dans le football américain en 2007 au sein des Cowboys d'Oklahoma State, l'équipe de l'université d'État de l'Oklahoma. Il en est devenu le quarterback titulaire en 2010 et 2011, établissant de nouveaux records de passes. Lors de la saison 2011, il remporte le titre de champion de conférence (Big 12 Conference) et le Tolsitos Fiesta Bowl contre le Cardinal de Stanford.
Il est sélectionné au premier tour de la draft 2012 de la NFL par les Browns de Cleveland et devient le quarterback titulaire pour la saison 2012. Libéré par les Browns après deux saisons, il devient un remplaçant les saisons suivantes pour les Cowboys de Dallas, les Texans de Houston et les Titans du Tennessee.

## Statistiques
| Année              | Équipe              | MJ                 |         | Passes   | Passes | Passes | Passes | Passes | Passes | Passes  |       | Courses | Courses | Courses | Courses |
| Année              | Équipe              | MJ                 | Tentées | Réussies | Pct.   | Yards  | TD     | Int.   | Éval.  | Tentées | Yards | Moy.    | TD      |         |         |
| 2012               | Browns de Cleveland | 15                 | 517     | 297      | 57,4   | 3 385  | 14     | 17     | 72,6   | 27      | 111   | 4,1     | 0       |         |         |
| 2013               | Browns de Cleveland | 8                  | 267     | 141      | 52,8   | 1 731  | 9      | 9      | 70,3   | 12      | 44    | 3,7     | 0       |         |         |
| 2014               | Cowboys de Dallas   | 5                  | 41      | 24       | 58,5   | 303    | 3      | 2      | 85,7   | 6       | -1    | -0,2    | 0       |         |         |
| 2015               | Cowboys de Dallas   | 4                  | 98      | 71       | 72,4   | 738    | 2      | 2      | 92,1   | 9       | 30    | 3,3     | 0       |         |         |
| 2015               | Texans de Houston   | 2                  | 42      | 26       | 61,9   | 305    | 3      | 0      | 107,7  | 7       | 17    | 4.1     | 1       |         |         |
| 2016               | Texans de Houston   | 0                  | -       | -        | -      | -      | -      | -      | -      | -       | -     | -       | -       |         |         |
| 2017               | Titans du Tennessee | 0                  | -       | -        | -      | -      | -      | -      | -      | -       | -     | -       | -       |         |         |
| 2018               | Texans de Houston   | 1                  | -       | -        | -      | -      | -      | -      | -      | -       | -     | -       | -       |         |         |
| Totaux en carrière | Totaux en carrière  | Totaux en carrière | 965     | 559      | 57,9   | 6 462  | 31     | 30     | 76     | 61      | 201   | 3,3     | 1       |         |         |